# Diamantes negros
Diamantes negros és una pel·lícula espanyola del 2010 escrita i dirigida per Miguel Alcantud en la que es vol denunciar el tràfic de nens en el món del futbol. L'únic equip de futbol que ha cedit documentació i l'estadi per rodar algunes escenes ha estat l'Atlètic de Madrid.

## Sinopsi
Dos nens malians, Amadou i Moussa, són captat al seu país per anar a Espanya a jugar a futbol, amb el somni de triomfar com a futbolistes. Tanmateix, darrera de tot s'amaga un veritable tràfic de persones.

## Repartiment
- Setigui Diallo	...	Amadou
- Hamidou Samaké	...	Moussa
- Carlo D'Ursi	...	Pablo
- Carlos Bardem	...	Ramón
- Guillermo Toledo	...	Alfonso
- Santiago Molero	...	Palacios
- Alassane Diakité	...	Ousmane
- Victor Gonçalves	...	Campos
- Raúl Tejón ...	Sebastián
- Jorge Araújo	...	Robert
- Daniel Muriel... Suplent 1

## Premis
Es va presentar al Festival de Màlaga del 2013, on fou nominada a la Bisnaga d'Or però va guanyar el Premi del Públic.
Daniel Muriel va guanyar el Premi Unión de Actores al millor actor de repartiment de cinema pel seu paper.